# 棕狐蝠
棕狐蝠（Pteropus brunneus）是一種已滅絕的狐蝠科。牠們是澳洲麥凱東南岸對出的海島上的特有種。牠們只有一個於1859年採集的標本，自此以後就沒有再發現牠們。這個標本現正存放在倫敦的自然歷史博物館。到了20世紀末，牠們才被認為是獨立的物種。